# Karl Gussow

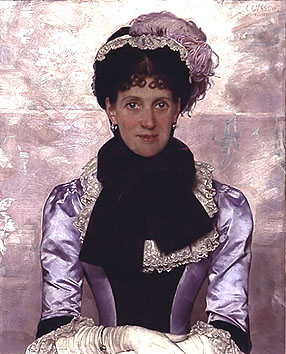
Bildnis einer Frau av Gussow.

Karl Gussow, född 25 februari 1843 i Havelberg, död 27 mars 1907 i Pasing, var en tysk konstnär.
Gussow hyllade i sina tidigare arbeten den romantiska riktningen, medan hans senare utveckling visar honom som en alltmer utpräglad realist. Med sin synnerligen skickliga teckning blev han stundom nästan fotografiskt exakt. Gussow var mycket uppskattad som porträttmålare. Som stillebenmålare visade han sig som en utmärkt kolorist.